# Lennart Kvarnström

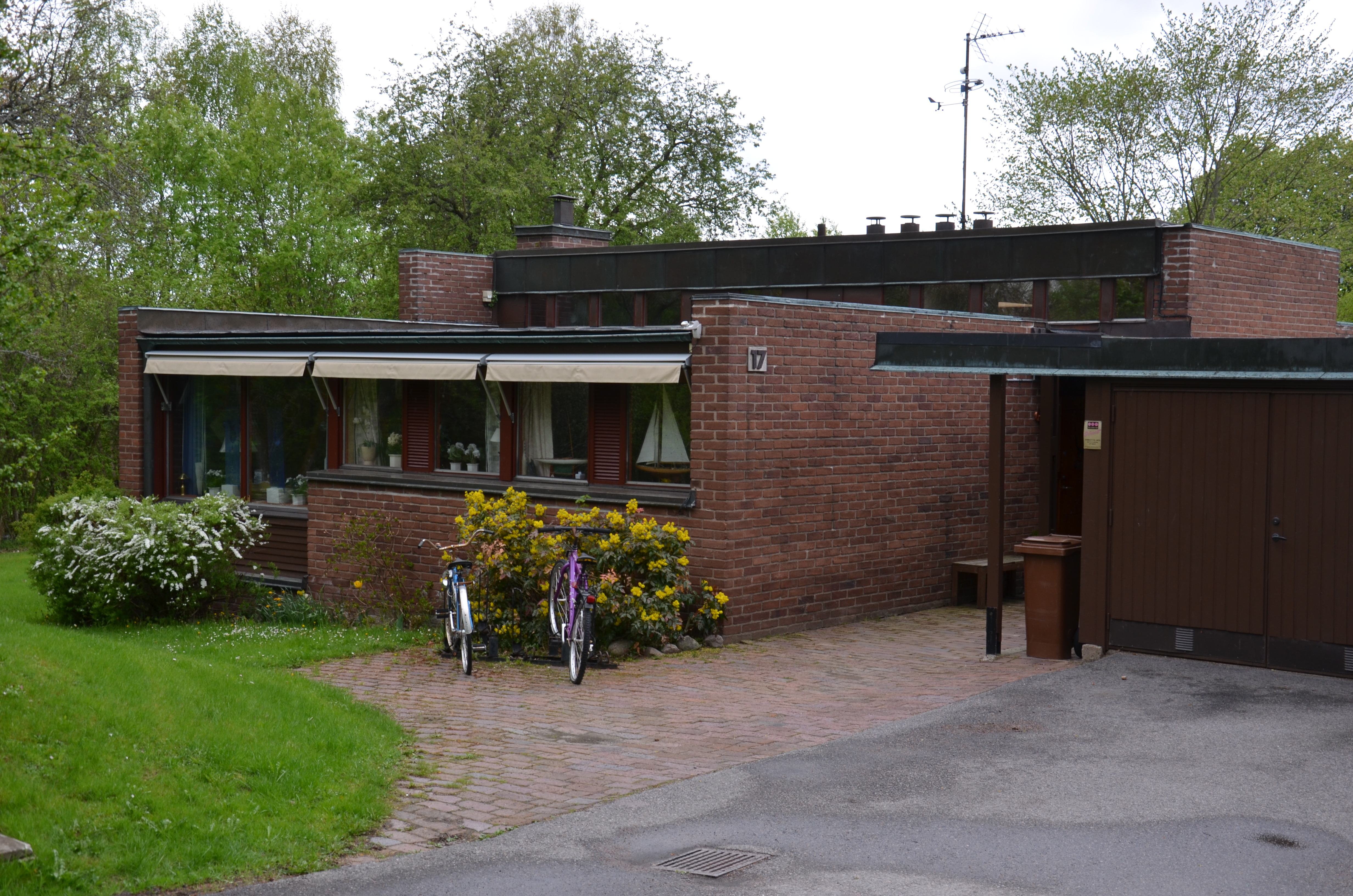
Nordengatan 17 i Norrköping, 1964. från entrésidan

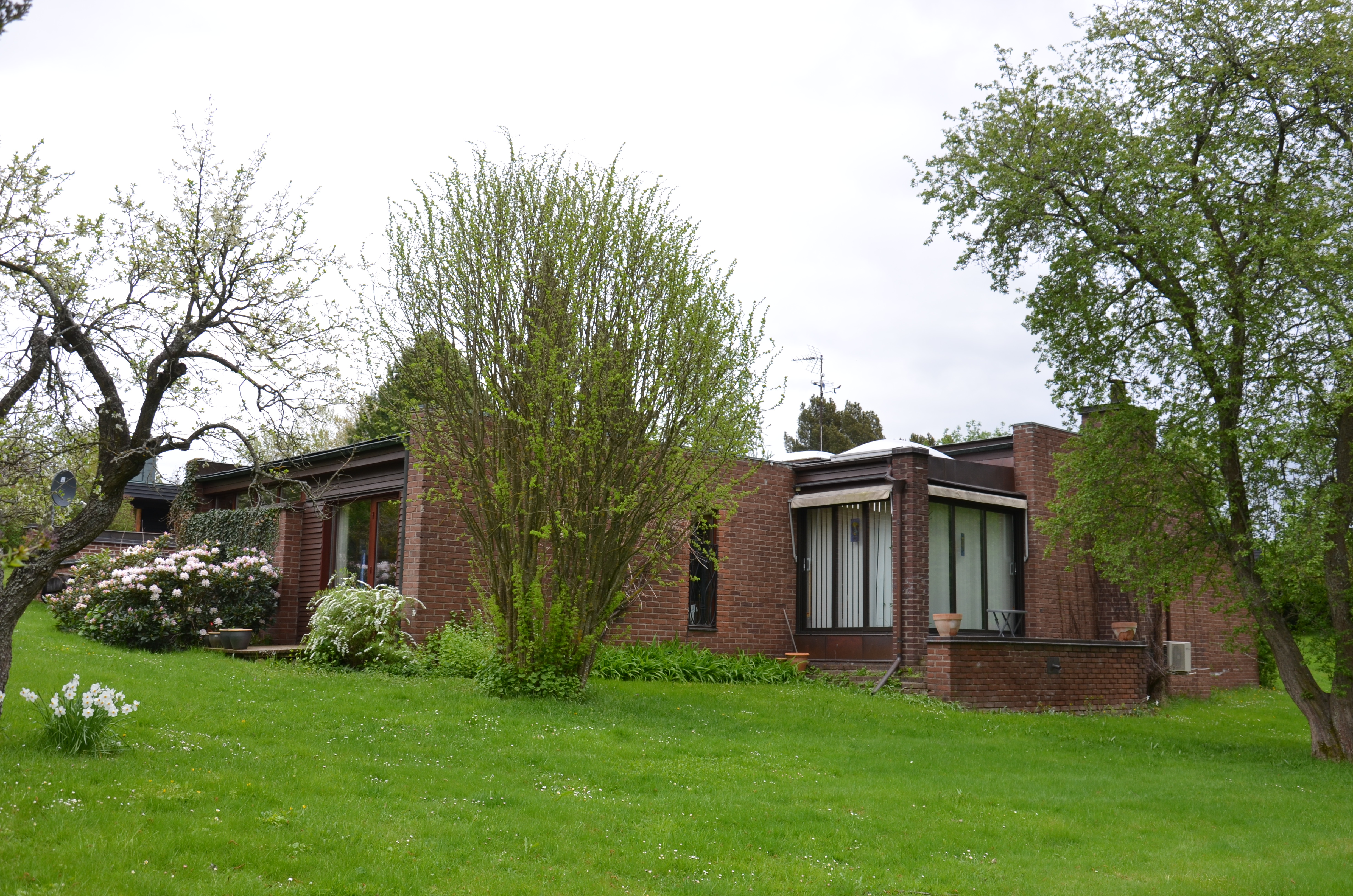
Nordengatan 17 i Norrköping, 1964. från trädgårdssidan

Sten Lennart Kvarnström, född 1 april 1915 i Linköping, död 20 januari 1982 i Göteborgs domkyrkoförsamling, var en svensk arkitekt och professor.

## Biografi
Lennart Kvarnström var son till stationsinspektor Filip Kvarnström och Eva, ogift Gasslander. Han tog examen vid Norrköpings tekniska gymnasium 1936 och avlade reservofficersexamen 1940. Åren 1937–1950 var anställd hos bland andra arkitekterna Nils Einar Eriksson och Erik Friberger i Göteborg. Han företog också ett flertal studieresor i Västeuropa och England. Kvarnström var stadsarkitekt i Råda kommun på 1940-talet. Han var byggnadskonsulent i Angered, Nödinge, Råda och Tuve kommuner fram till 1960.
1951 bedrev han ett eget arkitektkontor och 1952–1960 var han chefsarkitekt vid Göteborgs Förorters Arkitektkontor. Han invaldes, på andra meriter än traditionell arkitektexamen, i Svenska Arkitekters Riksförbund 1954 och fick stadsarkitektsbehörighet 1959. Från 1960 drev han i egen firma i Göteborg. Den övertogs av de anställda 1966 som Sveriges första kollektivägda arkitektkontor.
Vidare var han verksam vid olika lärosäten. Vid Chalmers Tekniska högskola var han assistent 1956–1959 och tillförordnad laborator 1959–1961. Vid Socialhögskolan i Göteborg var han lärare 1958–1965. Slutligen var han professor i arkitektur vid Lunds tekniska högskola 1965–1981.
Lennart Kvarnström ritade bland andra Vivallaområdet i Örebro (tillsammans med Bertil Hultén), ett radhusområde i Mölnlycke, centrumbebyggelse i Mölnlycke och Finngösahuset i Partille (1957–1958).
Första gången gifte han sig 1941 med förskolläraren och konstnären Ingegärd Wahlström (1915–1958), dotter till konstnären Filip Wahlström och Anna Dahlin. De fick två döttrar: Lena Kvarnström (född 1943), textildesigner och huvudlärare i mode på Beckmans, samt Gunilla Kvarnström (född 1946), konstnär och barnboksillustratör.
Andra gången var han gift 1963–1968 med Marianne Gustavsson (1917–2001), dotter till Uno Gustavsson och Elsa Söderqvist.
Tredje gången var han gift 1969–1975 med arkitekten Lenamaria Witthoff (född 1943),. De fick en son och en dotter.
I Mölnlycke centrum finns Lennart Kvarnströms plats.